# 無店舗販売
無店舗販売（むてんぽはんばい）は、店舗を開設せずに商品の小売を行うこと。

## 概要
通信販売では、店舗販売同様、消費者から販売者に対してアプローチすることで取引が開始されるが、通信販売以外の形態は、取引の開始に当たって、販売者側から消費者側に対してアプローチを図ることが多いのが特徴であり、取引にまつわるトラブルが発生することも多い。
販売活動に際しては特定商取引に関する法律(特定商取引法)の適用を受け、分割払いによる販売には割賦販売法の適用を受ける。

## 形態
無店舗販売の方法としては、次のような形態がある。
- 通信販売 - 各種メディアを通じて、商品を販売。まれにトラブルがある。
- 訪問販売 - 個人宅への戸別訪問による商品の販売。法定義ではもう少し拡大。販売する商品によってはトラブルが多い。
- 移動販売 - 住宅街・オフィス街や駅前などへ出向いて灯油や食品などを販売。竿竹商法など例外もあるが、トラブルとなることはまれである。
- 電話勧誘販売 - 個人宅、あるいは勤務先へ電話をかけることによって商品を販売。トラブルが多い。
- 車内販売 - 列車の客室内において、車内販売員がワゴンを引いて物品を販売する。主な商品は、駅弁などの食品、酒類やコーヒー・緑茶などの飲料、その列車に因んだ乗車記念品である。
- 機内販売 - 旅客機内で物品を販売する。車内販売と形態はよく似ているが、販売するのは客室乗務員である。また、品物の内容も大きく異なり、ブランド物のアクセサリや、航空会社のオリジナル商品、国際線では免税品も扱っている。格安航空会社では、機内食を廃し酒類や食品を置いている。
- 自動販売機 - 自動販売機を用いての販売。日本の場合、治安がよいので、屋外に無人で設置されている場合が多い。